# 皮奧霍
皮奧霍是哥倫比亞的城鎮，位於該國北部，由大西洋省負責管轄，距離首府巴蘭基亞50公里，面積258平方公里，海拔高度314米，2005年人口11,635。

## 外部連結
- （西班牙文） Piojo official website （页面存档备份，存于）
- （西班牙文） Gobernacion del Atlantico - Piojó

10°45′N 75°07′W / 10.750°N 75.117°W